# Krystal Murray
Krystal Murray (Kaitaia, 16 giugno 1993) è una rugbista a 15 neozelandese, pilone delle Hurricanes Poua e campionessa mondiale con le Black Ferns.

## Biografia
Nata a Kaitaia (Northland), iniziò a giocare a rugby a 9 anni e si arruolò nell'esercito dopo il diploma, venendo destinata a Palmerston North; durante tale periodo nel XIII rappresentò la Nuova Zelanda alla Coppa del Mondo di categoria del 2017 e giocò nella neoistituita squadra militare femminile a Linton, mentre nel rugby union rappresentò la provincia di Manawatu.
Dopo la morte di suo padre nel 2017 tornò a Kaitaia e fu ingaggiata dalla provincia di Northland.
Il 31 ottobre 2021 debuttò in nazionale maggiore contro l'Inghilterra a Exeter ed entrò nella franchise femminile delle Blues Women impegnata nell'istituendo Super Rugby Aupiki che prese il via nel 2022.
A seguire fu inclusa nella rosa dei partecipanti alla Coppa del Mondo 2021, posticipata di un anno per via della pandemia di COVID-19; giunta fino alla finale contro l'Inghilterra, Murray fu autrice di una delle mete con le quali le Black Ferns vinsero l'incontro e la Coppa.
Dopo la vittoria mondiale Krystal Murray ha firmato un contratto per le Hurricanes Poua di Wellington.

## Palmarès
- Coppe del mondo: 1
Nuova Zelanda: 2021